# 離婚
離婚（りこん）とは、夫婦が生存中に婚姻関係を解消すること。社会的に有効な婚姻関係を、生存中に解消すること。
同棲しているだけの男女の関係や、内縁とみなされる男女関係の解消は、夫婦ではないので離婚に含まれない。

## 概説
離婚制度は有効に成立した婚姻を事後的に解消するものである点で、婚姻成立の当初からその成立要件の点で疑義を生じている場合に問題となる婚姻の無効や婚姻の取消しとは区別される。離婚の類義語としては、離縁、破婚、離別などがある。
「死後離婚」という言葉があるが、婚姻契約は配偶者が亡くなった時点で自動的に終了するので、死後に離婚することはありえない。これは、生前に離婚したら姻族関係も終了するのに対し、死別の場合は継続されるので、これを終了させる際にこう呼ばれる。日本法における正式名称は「姻族関係終了届」である。
なお、婚姻の解消原因には離婚のほかに当事者の一方の死亡（失踪宣告を含む）があり、講学上、「婚姻の解消」という場合には離婚よりも広い意味となる。
本来、婚姻は終生の生活関係の形成を目的としている（故に離婚の予約は許されず法律上無効とされる）。しかし、実質的に破綻状態にある婚姻に対してまでも法律的効力の下に当事者を拘束することは無益で有害であると考えられることから、今日ではほとんどの国の法制は離婚制度を有するとされる。とはいえ夫婦の一方の意思のみによって他方配偶者や子に苛酷な状況を生じさせることは妥当でなく、これらの者の保護のために離婚に一定の制約を設ける立法例が多い。
国ごとに離婚の扱いはかなり異なる。離婚そのものを認めない国、一定の別居期間を経ないと離婚が認められない国、行政機関や裁判所による関与を要求する国などがある。日本では、夫婦が話し合いで離婚することを決めて離婚届を市区町村役場へ届け出ければ離婚が成立する協議離婚という制度も認められており、このようなお手軽な方法で離婚ができるとする法律制度は世界にもあまり類を見ないものである。この制度については、三行り半(みくだりはん)の文章で書いた離縁状を書いて渡せば、いつでも妻を追い出すことができるとされた江戸時代の離婚、追出し離婚（おいだしりこん）を容認するものとして明治時代以後も利用されてきた、と否定的にとらえることもできる一方で、離婚要件を緩和しようとする近年の世界的傾向からすれば、むしろ進歩的立法と肯定的にとらえることもできる。
国ごとに離婚率は異なる。たとえばポルトガルでは離婚率は7割以上に上る。
キリスト教など宗教上の理由から、離婚を法的・社会的に否定する国もある。カトリックの世界的中心で、ローマにあるバチカン市国は、離婚制度そのものが法律上無い。フィリピン共和国ではイスラム教徒（ムスリム）は合法的に離婚でき、また、フィリピン人と外国人との外国での離婚はフィリピン国内で承認され得るが、それ以外のフィリピン国民同士の婚姻には婚姻の取消し・無効か法的別居しか認められておらず、どちらも暴力被害などの証拠を添えて裁判所に申し立てる必要があり、多大な手間と時間、費用が必要である。世論調査では離婚合法化を国民の約半数が支持しており、離婚を認める法案の提出などが行なわれているが、特に上院の政治家はカトリックの篤実な信者を重視する傾向にあり、法案の上院可決には至っていない。
2011年までは、マルタ共和国も離婚制度が法制化されてなかった。

## 離婚の歴史

### 西欧における離婚史

#### 前近代
古代ローマ法やゲルマンの慣習法において離婚は比較的自由であったとされるが、中世ヨーロッパに入ってキリスト教の影響下、西洋では婚姻非解消主義が一般化することとなる。教会法における婚姻非解消主義は西欧における婚姻法制に大きな影響を与えたとされる。
『レビ記』21章には、祭司が子孫を汚すことのないために、「離婚された女」「あるいは淫行で汚れている女」を娶ってはならないとする規定がある。『マラキ書』2章16節にはイスラエルの神は離婚を憎むと記されている。『ホセア書』では主はホセアに「淫行の妻と、淫行によって生れた子らを受けいれよ。」と述べている。
イエス・キリストは神の創造から夫婦は一体であり、神が結び合わせたものを、人が引き離してはならないと命じた。イエス・キリストは「不貞」、「不品行」、「不法な結婚」以外に離婚を認めておらず、離婚された女と結婚する者も姦淫の罪を犯すと教えた。イエス・キリストのこのことばはカトリック教会でもプロテスタント教会でも、離婚を禁じるイエス・キリストの命令であると受け止められてきた。
ただ、現実には夫婦間に不和を生じて婚姻が実質的に破綻状態となる場合もあるため、教会法では離婚の否定を原則としつつ、婚姻の無効、未完成婚、別居制度などの方法によってこれらの問題の解決が試みられたとされる。

##### カトリック教会
カトリック教会で教会法上、離婚が存在しない。民法上の離婚をして再婚をした場合は、教会法上の重婚状態とされ、その罪のため聖体拝領を受けることが出来ない。性的に不能であった場合は結婚そのものが成立していないので、バチカンにはかったうえで婚姻無効が認められることがあるが、「離婚」ではない（『公教要理』『カトリック教会のカテキズム』による）。
ペトルス・ロンバルドゥス『命題集』4.31は、配偶者が姦通して離れた場合でも再婚してはならないとしている。

##### プロテスタント教会
ウェストミンスター信仰告白は相手が姦淫の罪を犯した場合にのみ離婚を認めている。潔白な方は罪を犯した配偶者を死んだ者として扱う。マーティン・ロイドジョンズも『結婚することの意味』（いのちのことば社）において、離婚が認められる唯一の理由は、相手の姦淫だと断言している。モーセの時代の『司法律法』で姦淫は死刑になるため、離婚ではなく、死刑によって結婚が終了した。
ジャン・カルヴァンは『キリスト教綱要』4篇19章「5つの偽りの聖礼典」の37「ローマ教会の婚姻に関する無意味な規定」で相手が姦通の罪を犯したために離婚しても、再婚してはならないとするローマ教会の規定を「迷誤を隠蔽」し専制を行っているとして批判している（中山昌樹、渡辺信夫の翻訳による）。

#### 近代以降
近代以降、西欧においては離婚の法的規律は教会によるものから国家によるものへと移行した（婚姻の還俗化）。そこでも当事者の合意による婚姻の解消には消極的であり、配偶者の一方に夫婦間の共同生活関係の継続を困難にさせるような有責行為がある場合に限って、有責配偶者への制裁として、その相手方からの離婚請求のみを認める有責主義（主観主義）がとられ、現在でもカトリック教国でこの法制をとる立法例が多いとされる。
これは根本では「現在ある人間関係を維持する」ことを意識している。同意のない離婚を事実上不可能にし、離婚の選択権を、離婚の原因（落ち度）の無い配偶者にゆだねている。これによって、配偶者が現在の人間関係を続けることを望めば、離婚できないようにしている。
1923年にイギリスで離婚法が改正。従来、妻側から離婚できる理由が「夫から虐待」に限られていたものが、「夫の不貞」についても理由として認められるようになった。
その後、自由主義の浸透とともに1960年から1970年代にかけて欧米では次々と離婚法改正が図られ、夫婦間の共同生活関係が客観的に破綻している場合には離婚を認める破綻主義（客観主義・目的主義）への流れを生じるに至ったとされる。

### イスラム世界の離婚史
イスラム教の一部の国では、男性が3回離婚を宣言すれば妻と離婚できる習慣があるが、女性側から離婚を宣言する習慣はない。しかし、2024年にはドバイの王女がSNSを通じて離婚を発表する動きが見られた。
エジプト
多くのイスラム諸国同様、夫が宣言するだけで成立する「口頭離婚」という慣習が古くから存在する。世俗主義的なシーシー政権は2017年に認めない方針を示したが、イスラム教指導者が容認している。逆に妻が離婚を望んで夫が拒否した場合は、妻が裁判所で正当な理由を証明する必要がある。このため夫婦喧嘩で夫を怒らせて離婚を口にさせ、離婚に持ち込む女性もいる。
インド
インドのイスラム教徒には古来、Talaq（タラーク、離別の意）を3回唱える。もしくはタラークを3回書いた手紙などで伝えると離婚できるとしている。この3回意志表明することをトリプルタラークと呼ぶが、一方的で女性の人権を脅かしてると考えた人権家達によって、インド最高裁判所に「時代遅れ」だと公益訴訟（Public interest litigation）が起こされた。2017年5月13日に、法律で「最悪の離婚形態」であると規定された。
また、この慣習はサウジアラビア、モロッコ、アフガニスタン、パキスタンなどのムスリムが多数を占める国々でも禁止されている。

### 日本における離婚史

#### 古代
「離婚」という言葉自体は、中国の歴史書『晋書』刑法志に｢毌丘倹之誅、其子甸妻、(中略)詔聴離婚｣とあり、これが言葉としての最初とされる。離婚に関する規定としては、日本養老令戸令七出条に｢皆夫手書棄之｣があり、「七出」「三不去」などが定められた。「七出」とは、もともと唐律令に定められた「夫の一方的な意思により離婚できる7つの事由」[戸令のことで、舅姑に従わない、子ができない、姦通、言い争いが多い、盗み、嫉妬深い、たちの悪い病気の7つであり、また、「三不去」は（七出に該当しても）「離婚できない3つの事由」のことで、舅姑の喪に3年間服した、貧しい時に嫁いでのちに豊かになった、帰る所がないの3つである。｢皆夫手書棄之｣では、離婚する場合は夫側が「手書」と呼ばれる書状を作成しなくてはならないとされているが、実際の離婚状は日本では見つかっていない。日本古代の場合、女性の離婚に対する自主性（主導権）は高かったとされるが、「男女双方に離婚権はあったが男性側の主体性が高かった」とする研究者もいる。
『令集解』「戸令結婚条」の記述として、「同里（隣り合った2、3里の集落範囲）内で、男女が3ヵ月以上行き来しなければ、離婚とみなす」とあり、これは経済関係を夫婦関係とは別の所にもっていたことに加え、親族による育児など相互協力の機能していたからとみられる。

#### 前近代
日本では夫婦のまま長生きする「共白髪」を理想とはしながらも夫婦が分かれることも当然にあり得ることと考えられ、また、西欧のように教会法における婚姻非解消主義の影響を受けることがなかったため、法制上における離婚の肯否そのものが議論となったことはないとされる。
ただし、日本では離婚そのものは認められてきたものの、律令制のもとで定められた七出や三不去、また、後には三行半の交付による追い出し離婚など、いずれも男子専権離婚の法制であったとされる。だが実際には、江戸時代の離婚は、現在と同様に協議離婚が殆どであり、離婚するにあたっては夫が妻に三行半を差出すことが義務付けられ、三行半がない離婚は処罰の対象とされた。
離婚権のなかった女性にとって江戸時代までは尼寺が縁切寺としての役割を果たし、一定期間その寺法に従えば寺の権威によって夫側に離縁状を出させる仕組みとなっていた。北条時宗夫人である覚山尼は鎌倉に東慶寺を創建して縁切寺法を定め、三年間寺へ召し抱えて寺勤めをすることで縁切りが認められるとしていた。また、寺院の縁切寺と同様に神社にも縁切り稲荷と呼ばれる神社が存在した。榎木稲荷（東京）、伏見稲荷（京都）、門田稲荷（栃木）が日本三大縁切稲荷とされている。
江戸時代には女性が現金収入を得る手段である養蚕地帯において離縁状が数多く残されている。
妻側からの離婚請求が認められるようになったのは1883年（明治6年）の太政官布告からである。ただし、前近代の全ての時代で、男性優位の離婚だったわけではなく、ルイス・フロイスの日本史によれば、戦国時代の日本の女性は自由に離婚が可能であり、また何回離婚しても、何回妊娠して堕胎しても、社会的に問題はなかったとされる。

#### 近代以降
明治民法の起草時においても離婚制度を設けることそのものについて異論は出ず、また、離婚の形態についても法典調査会で検討されたものの日本人は裁判を望まない気風であり協議の形で婚姻を解消できる制度の必要性が挙げられ、協議離婚を裁判離婚と並置する法制がとられるに至ったとされる。1898年（明治31年）7月16日に施行された明治民法第813条では十の具体的離婚原因を列挙されたが、それらの有責行為を犯した配偶者に対しては一方の配偶者は離婚を提訴できるが、それ以外の裁判離縁は認めないとした。これらには立法としては旧来の追い出し離婚を排斥するという意味があるが、社会的な事実においても当事者の自由意思による離婚が行われていたか否かという点については別に問題となる。
日本の近代離婚法は、また旧法時から公的審査を要件とせず、夫婦関係が破綻して離婚の合意さえあれば、役所への離婚届の届出で簡単に離婚出来ることから、既に破綻主義的な要素を含んでおり、この点は、1970年代になって破綻主義が一般化した欧米諸国と比較すると、驚くべき特徴である。
大正時代に世間を騒がせた離婚として、1915年に愛人との同棲のために妻に別居と離婚を求めた作家の岩野泡鳴に対し、妻の清子が同居請求と妻子の扶養料要求訴訟を行い、妻が勝訴し、夫の離婚請求が敗訴となった一件があった。清子は判決において民法第789条の「夫婦同居の規定」が「強制規定と解す可く」とあったことに満足し、「夫婦同居の権利義務は、夫権の行使を妨げざる範囲内に於て、全く平等にして差等あるものに非ず」という判断が下されたことを評価し、岩野清子は「法律の認めたる妻の権利」という一文を発表した。

## 国際私法における離婚（渉外離婚）
国際結婚の増加と共に、国際離婚も増加傾向にある。日本における届け出によれば、平成18年の離婚件数25万7475件のうち、夫妻の片方が外国人であったのは1万7102件（6.6%）であった。
日本では協議離婚の制度が認められているが、離婚するか否かを当事者の完全な意思に委ねる制度を採用する国は比較的少数であり、離婚そのものを認めない国、一定の別居期間を経ないと離婚が認められない国、行政機関や裁判所による関与を要求する国などがある。
このように国によって離婚の要件や手続（特に手続に国家が関与する方法・程度）が異なるため、ある国での離婚の効力が、別の国では認められないこともありうる。例えば、裁判による離婚制度しか存在しない国では、当事者の意思に基づく協議離婚はありえないから、日本で成立した協議離婚の効力が認められるとは限らないし、裁判所が関与する調停離婚についてもその効力が認められる保障がない。
このような事情があるため、裁判離婚しか認めていない国の国籍を有する者が日本で離婚する場合は、離婚の準拠法の問題もあり、当事者による離婚の合意ができている場合でも、前述の審判離婚や裁判離婚をする例が少なくない。
千葉前法務大臣は、アメリカ合衆国などの要請を受けて、国際的な子の奪取の民事上の側面に関する条約（ハーグ条約）の批准を前向きに検討していると述べた。日本政府は2010年（平成22年）8月14日、ハーグ条約を翌年に批准する方針を固めた。その後、第180回国会において批准承認案が提出され（2012年（平成24年）3月9日）たが、第181回国会まで継続審議になったものの衆議院解散で一旦廃案となった。ついで第183回国会に再度、批准承認案が提出（2013年（平成25年）3月15日）され、2013年（平成25年）5月22日に国会の承認がされた。

## 日本法における離婚
日本法では、離婚について民法（明治29年法律第89号）第763条から第771条に規定があり、その他、戸籍法（昭和22年法律第224号）、家事事件手続法（昭和22年法律第152号）、人事訴訟法（平成15年法律第109号）及びこれらの附属法規において定められている。

### 離婚の形態
現行法は、離婚の形態として、協議離婚（協議上の離婚）、調停離婚、審判離婚、裁判離婚（裁判上の離婚）を規定している。

#### 協議離婚

##### 協議離婚の意義
夫婦は、その協議で、離婚をすることができる（763条）。これを協議離婚（協議上の離婚）という。協議離婚という制度そのものは1804年のフランス民法典のほか現在では中国、台湾、韓国などでも採用されているが、日本法における協議離婚は多くの国でとられるような公権による当事者意思の確認手続を有しておらず、離婚手続としては当事者の合意と届出のみで成立する点で世界的にみても最も簡単なもので特異な法制であるとされる。日本では離婚のほぼ90%が協議離婚である。さらに、協議離婚では、離婚届に理由を書く必要が無いため、日本では離婚原因の全体的な把握が難しくなっている。

##### 協議離婚の成立
協議離婚は戸籍法の定めるところにより届け出ることを要する（764条・739条1項）。この届出は当事者双方及び成年の証人2人以上が署名した書面で又はこれらの者から口頭でしなければならない（764条・739条2項）。
離婚の届出は、その要式性に関する規定（739条2項）及び親権者の決定の規定（819条1項）その他の法令の規定に違反しないことを認めた後でなければ、受理することができない（765条1項）。ただし、離婚の届出がこの規定に違反して誤って受理されたときであっても離婚の効力は失われない（765条2項）。
届出がない場合には法律上の離婚の効果は生じないが（協議離婚における届出は創設的届出である）、事実上の離婚としてその法律関係の扱いについては問題となる。
離婚は当事者が離婚意思をもって合意すること要する（通説・判例）。戸籍実務では夫婦の一方が他方に離婚意思がない（翻意した場合を含む）にもかかわらず離婚の届出が行われるのを防ぐため、当事者の一方が離婚の届出について不受理とするよう申し出る制度として離婚届不受理申出制度が設けられている（昭51・1・23民事2第900号民事局長通達）。

##### 協議離婚の無効・取消し
- 協議離婚の無効

協議離婚には離婚意思が必要とされ、この離婚意思の内容については実質的意思説（当事者間において真に離婚をするという実質的意思を要するとする説。実体的意思説。通説）と形式的意思説（離婚の届出をするという形式的意思で足りるとする説。判例として大判昭16・2・3民集20巻70頁、最判昭38・11・28民集17巻11号1469頁）が対立する。ただし、無効な協議離婚も慎重な判断の下に追認しうる。
- 協議離婚の取消し

詐欺又は強迫によって離婚をした者は、その婚姻の取消しを家庭裁判所に請求することができる（764条・747条1項）。ただし、この取消権は当事者が詐欺を発見し若しくは強迫を免れた後3ヶ月を経過し、又は追認をしたときは消滅するとされる（764条・747条2項）。なお、離婚の取消しは婚姻の取消しとは異なり遡及効があり、離婚は取消しによって遡及的に無効となり婚姻が継続していたこととなる。

#### 調停離婚
家庭裁判所の調停において、夫婦間に離婚の合意が成立し、これを調書に記載したときは、離婚の確定判決と同一の効力（ここでは、いわゆる広義の執行力）を有する（家事事件手続法268条）。離婚の訴えを提起しようとする者は、まず家庭裁判所に調停の申立てをしなければならない（同法244、257条）。これを調停前置主義という。
離婚調停成立後、調停申立人は10日以内に離婚の届出をしなければならない（戸籍法77条。協議離婚の届出とは異なり報告的届出となる）。

#### 審判離婚
調停が成立しない場合においても、家庭裁判所が相当と認めるときは、職権で離婚の審判をすることができ（家事事件手続法284条）、2週間以内に家庭裁判所に対する異議の申立てがなければ、その審判は、離婚の判決と同一の効力（「調停離婚」の項を参照）を有する（同法287条）。
2週間以内に異議申立てがあれば審判は効力を失うため実際あまり利用されていないが、調停合意には至らないものの審判に対する異議が出ないことが予想される事情が認められる場合や、国際離婚で両当事者ともに離婚に合意をしているが外国での離婚承認を得るために審判離婚（裁判所の判断による離婚）による必要がある場合などに利用されている。

#### 裁判離婚

##### 裁判離婚の意義
協議離婚、調停離婚が成立せず、審判離婚が成されない時に、判決によって離婚すること。裁判離婚の成立は離婚総数の1%程度である。
離婚の訴えは、家庭裁判所の管轄に専属する（人事訴訟法4条1項、2条1号）。つまり、家庭裁判所に訴えを提起する必要があり、地方裁判所での審理を希望することは不可能である（もっとも、家裁と地裁は同じ場所に同じ数建っているし、地裁である必要性は現在は全くないことを付記しておく）。
なお、裁判は公開されている。よって第三者や利害関係人に家庭の事情を知られてしまうことは知っておかねばならない。
離婚の訴えに係る訴訟において、離婚をなす旨の和解が成立し、又は請求の認諾がなされ、これを調書に記載したときは、離婚の確定判決と同一の効力（「調停離婚」の項を参照）を有する（同法37条、民事訴訟法267条）。

##### 離婚原因
裁判上の離婚には民法第770条に定められている離婚原因が存在しなければならず、夫婦の一方は、以下の場合に限り、離婚の訴えを提起することができる（民法第770条1項）。もっとも、離婚事由に該当するときであっても、裁判所は、一切の事情を考慮して婚姻の継続が相当であると認めるときには、離婚の請求を棄却することができる(770条2項)。
- 配偶者に不貞な行為（不貞行為）があったとき（770条1項1号）

判例は民法第770条1項1号の不貞行為の意味について「配偶者ある者が、自由な意思にもとづいて、配偶者以外の者と性的関係を結ぶことをいうのであって、この場合、相手方の自由な意思にもとづくものであるか否かは問わないものと解するのが相当である」とする（最判昭48・11・15民集27巻10号1323頁）。
なお、"同性同士の場合は不貞行為に該当しない"。そもそも法律による規定が存在しない(法律が定められた時点で、同性間の不貞行為が想定されていなかった為)。したがって、不貞行為と認定されるのは異性間のみである。
ただし、「婚姻を継続し難い重大な事由」に該当する。
- 配偶者から悪意で遺棄されたとき（770条1項2号）

具体的には同居・協力・扶助義務（民法第752条）の不履行をいい、婚姻関係の放棄ないし廃絶を企図あるいは認容するものとみられるような程度のものでなければならないとされる。別居が合意によるものである場合や正当な理由があるとき（病気療養、出稼ぎ、配偶者からの暴力など相手方配偶者に責任を帰すべき事由がある場合）は「悪意」とはいえず「遺棄」にもあたらない（通説・判例、判例として最判昭39・9・17民集18巻7号1461頁）。
- 配偶者の生死が3年以上明らかでないとき（770条1項3号）

生死不明の原因は問わないが、生死不明は現在も継続している場合でなければならない（通説）。3年の期間は最後の消息すなわち音信不通となった時から起算する。
- 配偶者が強度の精神病にかかり、回復の見込みがないとき（770条1項4号）

770条1項4号にいう「精神病」はあくまでも法的概念とされ、医学的判断を基礎とするものの最終的には裁判官の判断によるとされる（通説）。判例によれば「民法は単に夫婦の一方が不治の精神病にかかつた一事をもつて直ちに離婚の訴訟を理由ありとするものと解すべきでなく、たとえかかる場合においても、諸般の事情を考慮し、病者の今後の療養、生活等についてできるかぎりの具体的方途を講じ、ある程度において、前途に、その方途の見込のついた上でなければ、ただちに婚姻関係を廃絶することは不相当と認めて、離婚の請求は許さない法意であると解すべき」とする（最判昭33・7・25民集12巻12号1823頁）。
- その他婚姻を継続し難い重大な事由があるとき（770条1項5号）

770条1項1号から4号までの離婚原因が具体的離婚原因と呼ばれるのに対し、この5号の離婚原因は抽象的離婚原因と呼ばれる。
具体例としては虐待・侮辱、犯罪による受刑、性格の不一致などがある。
本号による離婚ついては相手方の有責性を問わない（通説・判例。判例として最判昭27・2・19民集6巻2号110頁）。また、離婚原因相互の関係（1号から4号と5号との関係）については、民事訴訟法学上の旧訴訟物理論の立場からとられる離婚原因特定必要説（通説・判例。最判昭36・4・25民集15巻4号891頁）と、新訴訟物理論の立場からとられる離婚原因特定不要説が対立する。
有責配偶者からの離婚請求についても問題となる。判例は有責配偶者からの離婚請求について「有責配偶者からされた離婚請求であつても、夫婦の別居が両当事者の年齢及び同居期間との対比において相当の長期間に及び、その間に未成熟の子が存在しない場合には、相手方配偶者が離婚により精神的・社会的・経済的に極めて苛酷な状態におかれる等離婚請求を認容することが著しく社会正義に反するといえるような特段の事情の認められない限り、当該請求は、有責配偶者からの請求であるとの一事をもつて許されないとすることはできないものと解するのが相当である」とする（有責配偶者離婚請求訴訟の最大判昭62・9・2民集41巻6号1423頁）。

##### 離婚請求の棄却
裁判所は、民法第770条1項の第1号から第4号までに掲げる事由がある場合であっても、一切の事情を考慮して婚姻の継続を相当と認めるときは、離婚の請求を棄却することができる（民法第770条2項）。

### 離婚の効果
- 婚姻の解消

婚姻に基づいて発生した権利義務は消滅し、また、それによって発生していた身分関係は離婚によって解消される。これにより当事者は再婚することが可能となる（ただし、733条に注意）。また、姻族関係は離婚によって終了する（民法第728条1項）。
- 婚姻前の氏への復氏

婚姻によって氏を改めた夫又は妻は離婚によって婚姻前の氏に復することを原則とする（協議離婚につき民法第767条1項、裁判離婚につき771条により準用）。しかし、復氏は社会活動上の不利益につながることもありうることから、民法は婚姻前の氏に復する夫又は妻は離婚の日から3ヶ月以内に戸籍法 の定めるところにより届け出ることによって、離婚の際に称していた氏を称することができるとする（協議離婚につき民法第767条2項、裁判離婚につき771条により準用）。この2項の規定は昭和51年に追加された規定である。
- 離婚による復氏の際の祭祀に関する権利の承継

婚姻によって氏を改めた夫又は妻が祭祀に関する権利（897条1項）を承継した後に離婚したときは、当事者その他の関係人の協議でその権利を承継すべき者を定めなければならない（協議離婚につき民法第769条1項、裁判離婚につき771条により準用）。協議が調わないとき又は協議をすることができないときは家庭裁判所がこれを定める（協議離婚につき民法第769条2項、裁判離婚につき771条により準用）。
- 子の親権者・監護に関する事項の決定

未成年者の子がある場合は親権者を決める必要がある。協議離婚の場合には父母の協議で、その一方を親権者と定めなければならない（819条第1項）。協議で定まらなければ家庭裁判所の審判による（819条第3項）。裁判離婚の場合には裁判所が父母の一方を親権者と定める（819条第2項）。
子の監護に関する事項（子の監護をすべき者、父又は母と子との面会及びその他の交流、子の監護に要する費用の分担その他の子の監護について必要な事項）について、協議離婚の場合には父母の協議によって定め（766条第1項）、協議不調あるいは協議不能の場合には家庭裁判所がこれを定める（766条第2項）。平成23年6月3日法律第61号により子の監護に関する事項の決定に際して「子の利益を最も優先して考慮しなければならない」との文言が追加されている。監護権について裁判離婚における準用規定はないが協議離婚と同様とされる。
- 財産分与請求権と慰謝料の請求

離婚をした者の一方は、相手方に対して財産分与を請求することができる（協議離婚につき768条、裁判離婚につき771条により準用）。この財産分与請求権は必ずしも相手方に離婚につき有責不法の行為のあることを要件とするものではない（最判昭31・2・21民集10巻2号124頁）。その一方で離婚に至ったことが夫婦の一方の有責不法な行為による場合には、その相手方に対して損害賠償（慰謝料）を請求することもできる（最判昭31・2・21民集10巻2号124頁）。財産分与として損害賠償の要素をも含めて給付がなされた場合には、原則としてもはや重ねて慰謝料の請求をすることはできないが財産分与がなされても、それが損害賠償の要素を含めた趣旨とは解せられないか、その額および方法において、請求者の精神的苦痛を慰謝するには足りないと認められるものであるときには、別個に不法行為を理由として離婚による慰謝料を請求することを妨げられない（最判昭46・7・23民集25巻5号805頁）。

## 日本の明治民法下での離婚
離婚の形態としては協議離婚と裁判離婚があった。

### 協議離婚
旧民法では夫婦は何時でも協議上の離婚をすることができる（旧808条）。ただし、満25年に達しない者が協議離婚をするには婚姻についての同意権者の同意を得ることを要する（旧809条）。戸籍吏は法律上の要件を満たさない届出を受理することはできないが、これに違反して届け出を受理したときといえども離婚の効力は妨げられない（旧811条）。
子の監護権については協議で定めのない限り原則として父に属すが、父が離婚によって婚家を去った場合には母に属す（旧812条）。

### 裁判離婚
裁判上の離婚は、民法上の離婚原因がある場合に限って提起しうる（旧813条）。ただし、民法上の一定の離婚原因については、夫婦の一方が他の一方の行為に同意したとき、宥恕したときには離婚を提起することができなくなる（旧814条）。また、離婚原因の発生から一定の期間が経過すると訴えを提起する権利が時効消滅するものも含まれていた（旧816条）。
なお、協議離婚における子の監護権の規定（旧812条）については、裁判離婚にも準用されるが、裁判所は子の利益のため監護権について異なる処分を命じることができる（旧819条）。

## 日本における離婚の状況

### 「離婚」に対する考え方
内閣府の平成19年度（2007年）「男女共同参画社会に関する世論調査」によれば、「相手に満足できないときは離婚すればよいか」との質問に対して、賛成派（「賛成」と「どちらかと言えば賛成」の合計）が46.5%にとどまったのに対して、反対派（「反対」「どちらかといえば反対」の合計）が47.5%となり、23年ぶりに反対派が賛成派を上回るという結果が出た。賛成派は1997年の54.2%をピークに毎回減り続けており、一昔前に比べると、離婚に対して寛容ではなくなってきていることが窺える。

### スピード離婚
結婚した者同士が数か月間などの短期間で離婚することである。
成田空港から海外へ新婚旅行に出発し、旅行中に価値観の相違などで対立し、帰ってからすぐに離婚することを「成田離婚」と言う。

### 家庭内離婚
法的な婚姻関係と同居を継続していながら、実生活上での夫婦関係が失われている状態を言う。

### 熟年離婚
中高年の夫婦の離婚のこと。
1969年（昭和44年）には新聞記事で、夫の退職を機に、それまで経済的な理由で離婚を控えていた妻が「いただくものはいただいてさっぱりし、老後を一人で送る」形で高年齢層の離婚が「じりじりと増えつつある」と報じられており、この時代から中高年夫婦の離婚増加が話題になっていたことが窺える。
2007年（平成19年）4月の年金制度の変更で、夫の厚生年金を離婚時に分割できるようになった（それまでは、離婚したら妻はもらえなかった）ときには、中高年夫婦が高い関心を寄せたという。実際に、法律事務所や司法書士事務所などへの相談件数は急増し、離婚を考えている者は多いという。

### 事実婚のための離婚
夫婦共働きや、妻の家名の維持等、さまざまな理由で、夫婦のいずれもが旧姓を使い続けたいような夫婦において、事実婚へ移行するために離婚をする例が近年増えている。こういった離婚をペーパー離婚とも言う。なお、事実婚はさまざまな法律上の不利が存在するため、選択的夫婦別姓制度の導入を望むカップルもペーパー離婚予備軍として多く存在するといわれる。

### 離婚件数・率
「人口千人あたりの、一年間の離婚件数」（「人口千人あたりの、生涯のどこかで離婚する人数」とは異なる）のことを普通離婚率というが、これは人口の年齢構成の影響を強く受ける。これ以外の離婚率を特殊離婚率という。特殊離婚率には、例えば男女別年齢別有配偶離婚率や、結婚経過年数別離婚率などがある。日本では、普通離婚率は1883年(明治16年)には3.38であったが、大正・昭和期にかけて低下し、1935年には0.70となった。その後1950年前後（約1）および1984年（1.51）に二度の山を形成したが、1990年代から再び上昇し、2002年には2.30を記録した。
日本では平成元年から平成15年にかけて離婚件数が増加し、その後減少している。厚生労働省「人口動態統計」によると、平成14年の離婚件数は約29万件、平成18年は約25万件となっている（離婚率でいえば、平成17年で人口1000人あたり2.08である）。平成14年を境に減少傾向となっており、離婚率が3.39であった明治時代に比べれば少ない（これは、明治時代の女性は処女性よりも労働力として評価されており、再婚についての違和感がほとんどなく、嫁の追い出し・逃げ出し離婚も多かったこと、離婚することを恥とも残念とも思わない人が多かったことが理由とされている）。現代の離婚の原因の主なものは「性格の不一致」である。また、熟年結婚が熟年夫婦による離婚の数値を押し上げている。
厚生労働省が定義する「離婚率」とは異なるが、マスコミなどで言われる「3組に1組が離婚」などの表現は、全国の「その年の離婚件数」を全国の「その年の新規婚姻件数」で割った数字である。若者の少ない現代の人口ピラミッドでは高い数字となり正確ではないという意見もあるが、その年1年間の離婚率しか表さない普通離婚率とは違い「生涯のどこかで離婚する割合」を示唆する上では一つの目安になっている。なお、厚生労働省「平成21年 人口動態統計」をみると過去40年間の婚姻数が3202万人、同じく30年間の離婚数が748万人となっており離婚率は23%ともっとも婚姻数が多い1970年代を含めたデータであるにもかかわらず「4組に1組が離婚」と比較的高い数字が出ている。
「離婚率」 には、地域別に特長が表れやすく、離婚率の高い都道府県、低い都道府県の傾向が出やすい。もちろん、日本国内に限らず世界的な離婚率の傾向もある。離婚には、様々な原因があげられるが、日本国内において職業や血液型で離婚率の傾向もある。

### 実子誘拐
離婚時に親権と慰謝料を有利に交渉する為に親による子供の拉致が横行しており理不尽な要求をするケースが多々ある。
弁護士が子どもを会わさないことにより精神不安を作り出し交渉することもある。
それらの問題は現在法改正に向けて検討中である。

## 離婚の原因と結果

### 離婚の原因
アメリカの場合
ワシントン大学教授のジョン・ゴットマンは、新婚のカップルにインタビューを行って、5年後に離婚しているかどうかを、90%の精度で予測した。
アメリカのバージニア大学のThe National Marriage Project（アメリカで広く行われている、政府や大学公開講座や宗教団体などによる、健全な家庭生活を維持・増進させるための活動のひとつ）は、離婚の原因は「家庭の運営に必要な知識を持っていないこと」であるとして、必要な情報を提供している。
離婚（夫婦の不仲）の原因となるもの
- Marriage Builders （ウィラード・ハーリ）は、考え方の食い違いを調整するための見方 ついて解説している[99]。（「心からの合意の原則」など）
- Smart Marriage もやはり、離婚の原因は「意見の食い違いを調整する技術を持たないこと」であるとしている（そして、その技術を習得するための教育を行い成果を挙げている[100]。Marriage Saversも同様の指摘をしている（この組織の活動により、ミズーリ州カンサス市カンサス地区では、1995年に650件あった離婚は、2005年には196件に減少した。)　　[101]。
- アメリカ合衆国政府も、米国厚生省の「健全な家庭生活への新しい方法」[102]や、「国立健全な結婚情報センター」の結婚教育[103][104]などにより、アサーティブネス、交渉、コミュニケーション能力、人間関係の教育などについて情報提供を行っている[105][106][107][108]。

PREPという結婚教育プログラムは、カップルに効果的なコミュニケーションの仕方と、争いをコントロールする技術を教える。この結婚教育プログラムは、本またはビデオまたは講習という形で提供される。このプログラムを行ったカップルが、結婚後5年以内に離婚する割合は、半分に減る。PREPでは、「話す人－聞く人の技法」が行われる。
物理学者のリチャード・P・ファインマンの離婚理由は「肉体的精神的苦痛（ボンゴの騒音と四六時中微積分に没頭していた）によるもの」としてファインマンもこれを事実として認める。
日本の場合
まず日本の統計把握の実情をありのままに言うと、日本の離婚は、当事者間での合意によって、離婚届を提出するだけの「協議離婚」が90%に達しており、その離婚届には「離婚の原因」を記す必要が無いため、原因の全体的な把握は難しい面がある。
（上記のように、日本における離婚全体の原因の把握するためのデータはそもそも存在しないわけだが）あまり一般的ではないが協議離婚以外の離婚に限ったデータを挙げると、離婚の申し立ての文書に記入される（というより、チェック印を単につける）データは次のようになっている。
- 夫からの申し立て理由は「性格が合わない」、「異性関係」、「異常性格」の順で多い。
- 妻からの申し立て理由は、「性格が合わない」、「暴力をふるう」、「異性関係」の順で多い[114]。

実際の離婚の原因はさまざまで、一言では説明できないと感じている人が多いが、日本の離婚申立の文書の場合は、選択欄の1番目に「性格が合わない」があるので、深く考えず、とりあえず1番目の枠「性格が合わない」にチェック印を入れる人が多い。つまり、1番目に印をつける人が多くても、それが離婚の本当の理由かかなり怪しい。「どれに印をつけても、結局、離婚することができる」という知識が世の中に広く出回っているので、あまり難しく考えず、とりあえず1番目の項目「性格が合わない」に印をつけるということが広く行われている。
なお「異性関係」は抽象的な表現だが、はっきり言うと、相手が異性と浮気をした、ということ。つまり、より具体的に言うと、夫からの申立としては、(1番目の選択肢を除くと）「妻が浮気をした」「妻の性格が異常だ」という申立が多いということになる。妻からの申立としては(1番目の選択肢を除くと）「夫が暴力をふるう」「夫が浮気をした」という申立が多い、ということになる。

### 離婚研究の歴史
離婚の原因と離婚の防止の研究が始まった経緯
1960年代までは、離婚は特に避けるべきことであるとは考えられていなかった。独身時代に付き合う人を何人かかえてもそれが普通であるように、結婚してから相手をかえるのも当然であると受け止められていた。しかし1970年代に入って、ウォーラースタインを始めとする研究により、離婚が子供に悪影響を与えることが知られるようになると、離婚を避けるための方策が模索された。1970年代のアメリカにおいて、大学に在籍し心理学的カウンセリングを実地に行っていた研究者たちが、離婚しかけているカップルに対してカウンセリングを始めたのであるが、当時は事実上、誰も離婚を止めることはできなかった。こうして「なぜ人は離婚するのか。どうすれば離婚を防ぐことができるのか」というテーマで、研究が始められるようになった。
研究のスタイルは大きく分けて二つある。一つは離婚したカップルと離婚していないカップルを多数集めて、各集団の特質の差を比較する方法である。こうした研究から離婚をきたしやすい特質が次のようなものだと明らかにされた。
- 10代での結婚[117]
- 貧しいこと[117]
- 十分な教育を受けていないこと[117]
- 子供ができないこと[117]
- 前の結婚からの子供がいること[117]
- 再婚や再々婚であること[117]
- 結婚前に同棲していたこと[117]
- 信仰心が薄いこと[117]
- 違う宗教を信じていること[117]
- 都市に住んでいること[117]
- 離婚している親に育てられたこと[117]

もう一つの方法は、離婚したカップルと離婚していないカップルに対して、質問や観察やテストを行い、なぜ離婚したのか、あるいはなぜ離婚しないのかを調べる方法である。離婚した後で調べる後ろ向き研究の他に、結婚して間もないカップルに対して観察を開始しその後の展開を調べる前向き研究も行われる。
こうした研究から分ったことは次の2点である。
- 第一の点は、離婚するカップルも仲の良いカップルも同じように争いを起こすのであるが、仲の良いカップルではコミュニケーションを通じて相互に納得できる妥協点に到達するのに対して、離婚するカップルではそれ（コミュニケーションを通じて相互に納得できる妥協点に到達すること）ができず、片方が一方的に決めるだけになる点である。不満と苦痛が蓄積して離婚に至る[122]。
- 第二の点は、夫婦のどちらでも、結婚生活への関与が減少すると、コミュニケーションの絶対量が不足し、夫婦の人間関係が維持できなくなる点である。相手の意図が分らないと、最悪の事態を想定して、関係が悪化することがある。情報の空白は、マイナスの印象や思考で埋められやすい。たとえば働き過ぎの（つまり職業に時間とエネルギーを奪われきっている）夫や、仕事と育児に時間とエネルギーを取られる妻などの間においては、夫婦同士の交流が充分に確保されなくなりがちで、夫婦の関係は消滅していく。

不和が発生した場合の対策（処方）
ただし、それらは不和の症状に過ぎないので、対策（処方）としては、単にそれらを避けるだけでなく、夫婦の関係を深化させることが必要である。それには、相手の側が結婚生活に求めるもの（例えば、愛情豊かな関係、あるいは性的満足）を正しく認識しそれを与え、さらに自分の側が結婚生活に求めるもの（例えば、愛情豊かな関係、あるいは性的満足など）を把握してそれを正直に相手に説明しそれを相手から与えてもらう必要がある。

## 離婚に関係する心理学理論
離婚に関係する心理学理論には以下のようなものがある。
- （社会的交換理論） 人は、他者との関係を維持する損得と、関係を断つ損得を比較評価して、その存廃を決めると考える。物質的損得だけでなく、精神的損得も評価される。この理論は、離婚に至るリスクを評価する際に役に立つ。

- （進化心理学） 生物は、自分の遺伝子を子孫に増やすように行動すると主張する。子供ができないことによる離婚など、離婚についても遺伝子の繁栄の観点から説明する[126][127][128]。「性的対立」も参照。

- （人間関係理論） 夫婦間で人間関係のスキルが不足すると苦痛が蓄積して離婚に至ると主張する。米国の政府機関は、この立場に立って情報提供を行っている。「人間関係の教育」も参照。

- （離婚の過程モデル） 離婚は単一の出来事ではなく、一連の過程（プロセス）であると主張する。離婚には以下のような側面があり、それらは必ずしも同時には起こらないと述べる。（1）気持ちの共有がなくなること（精神的離婚）、（2）法的な離婚、（3）経済的に2世帯になること、（4）子育てを分割すること、（5）地域社会において2世帯になること、（6）精神的に立ち直ること。

- （家族システム論） 離婚について、夫と妻の関係が途絶することだけに注目するのではなく、家族構成員個々の関係の変化や、家族をとりまく人々との関係の変化にも注目する。

- （辛抱強さ、レジリエンス） ささいな出来事でも簡単に心が折れる人がいる一方で、困難な状況にもじっと耐える人がいる。この辛抱強さの程度から離婚しやすさを説明する。また、離婚後のストレスに対しても、辛抱強い人とそうでない人がいると主張する。

- （愛着理論） 乳幼児において観察された対人関係の類型は、成人においても存続すると主張する。大人の愛着パターンには、安心型（50〜60%の人）、不安-逃避型（25〜30%の人）、不安-専心型（約15%の人）があり、このうち不安型の人は、離婚や再婚に至る可能性が高いと主張する。

- （フェミニズム論） 離婚とは、家庭内で虐げられてきた女性達による、ある種の革命であると主張する。

- （帰属理論） 家庭内の苦痛や不和を何のせいにするかということで、離婚を説明する。

- （ストレス理論） ある人が、家庭内のストレスをどう認識し、それにどう対処するかということで、離婚を説明する。

- （責任論） 夫婦関係の破綻は、有責者の落ち度によって生じると主張する。

## 離婚のメリットとデメリット
最初に指摘しておくべきことだが、結婚している人が自分の結婚相手と関係がうまくゆかないと感じ葛藤を感じている場合には、離婚をしようかなどと検討を始める場合があるわけだが、仮に離婚後に新しい相手を見つけて新しい相手とうまくやっていける可能性を夢見ていても、それが実現するかどうかは実際にはかなり不確実であり（たとえば、すでに子供がいる人などは新しい相手を見つけることはハードルがかなり高いし、たとえば仕事で忙しい日々の合間に自分の健康を維持しつつ新しい相手を見つけ交際し結婚に至るのは実際にはかなり困難であるなど、様々な困難があるので）、安易に離婚して新しい結婚相手が見つかることを空想・期待するよりは、現在すでに結婚している相手との関係を改善する努力をするほうがよほど現実的である。
上のことを踏まえた上で、下のメリット・デメリットの各節を読んでいただきたい。

### メリット
- 離婚のメリットとしては、ひとつは、お金の流れに関するコントロール（収入の得る方法やお金の使い方に関するコントロール）を自分自身に取り戻すことができるということがある、とHoertz氏は指摘している[129]。離婚することにより、お金関係のことをリセットすることができる[129]。たとえば結婚していると、経済的に結婚相手の面倒を見なければならなくて（つまり、結婚相手（や子供）にお金を与えなければならなくて）、そのために（本当はやりたくないのに、無理をして、不本意ながら）ある仕事が "高収入だから" という理由で、嫌な仕事をしてしまっているかも知れない[129]。離婚をすることで、そういう重荷から開放されることができる[129]。離婚をすることで、収入の額ではなく、本当に自分がやりたいかやりたくないかという観点で仕事を選ぶことができるようになる[129]。

- 離婚の他のメリットとしては、新しい相手と交際することができる、ということがある[129]。（結婚していては、法的に、おおっぴらに結婚相手以外と交際することはできないが）離婚をすると、すでにぎくしゃくしてしまった結婚相手とではなく、新しい相手と気持ちよく交際することができる[129]。

- 仲が悪く喧嘩ばかりをしている両親の姿（非常に不健全な夫婦の姿）を子供に日々見せるよりは、離婚してそれぞれ別々に幸福になった両親の姿を見せるほうが良く、子供の心の中に形成される心理的モデルとしてはそちらのほうが優れている[129]。「離婚した両親を持つ子供のほうが、そうでない（仲が悪いのに結婚を継続している両親を持つ）子供よりも、他者への共感能力が高くなる」と指摘されている[129]。

### デメリット
離婚により、結婚で得られる利益は失われる。
人が健全な結婚（healthy marriage。あくまで、仲の良い夫婦関係）で得られる利益は次のようなものがある

健全な結婚（仲の良い夫婦関係）で得られる利益やその大きさは、男女で異なるので、別々に挙げる。
- 男性の場合
  - 学歴や職歴がおなじであれば、結婚している男性は平均すれば、独身や離婚後の男性よりもより多くの収入を得る傾向がある。結婚している男性は、より健康で、精神的に安定し、より長生きする[132][133][134]。
  - 男性の場合、40歳の時点で離婚している人は、結婚している人に比べて、約10歳、寿命が短くなる[135]。
- 女性の場合
  - 女性の場合、40歳の時点で離婚している人は、結婚している人に比べて、約5歳、寿命が短くなる[135]。
  - 結婚している女性は、独身、同棲中、離婚した女性と比較して、経済的に、より豊かになる。
  - ストレスが少なく、幸福感がより強くなる。
- 子供にとって
  - 両親が結婚している子供は、片親や、親が再婚後の子供と比較して、学業成績がより良好で、精神的なトラブルが少なく、成人してからの社会的地位がより高く、結婚生活もうまく行く（子供は両方の親から多くを学ぶのである。）[136][137][138]。

ただし、上はあくまで「健全な結婚」（仲の良い夫婦）で得られる利益に限った話であって、《不健全な結婚》（険悪な関係の夫婦）では上のような利益は得られない。《不健全な結婚》（陰険な喧嘩をし、憎み合うような夫婦）では、精神的ストレスが大きくなり寿命は短くなる。また毎日陰険な喧嘩をしていると、仕事にも集中できず、仕事上の支障も出がちで、（小さなトラブルの積み重ねが原因で）仕事を失ってしまうことにも繋がりかねない。また《不健全な結婚》を無理して維持し、両親が憎み合う姿を見せることは子供の精神（子供が心に抱く心理モデル）にも悪影響を及ぼす。つまり「不健全な結婚」を無理に続けるよりは、離婚したほうが利益が大きい場合がある。
また、離婚後、姓を戻しても戻さなくてもそのことで女性（あるいは改姓した男性）が精神的なダメージを受けることがある。

### 離婚が子供に与える影響
かつて、離婚は子供に何の影響も与えないと考えられていた。アメリカの心理学者ジュディス・ウォーラースタインは、親が離婚した子供を長期に追跡調査して、子供達は大きな精神的な打撃を受けていることを見出した。子供達は、両方の親から見捨てられる不安を持ち、学業成績が悪く、成人してからの社会的地位も低く、自分の結婚も失敗に終わりやすいなどの影響があった。
また、バージニア大学のヘザーリントン教授は、実証的研究を行って次のように述べた。「両親がそろっている子供のうち、精神的に問題が無い子供は90%であり、治療を要するような精神的なトラブルを抱えている子供は10%であるのに対して、両親が離婚した子供では、それぞれ75%と25%である。」（1993年）。離婚が子供に悪影響を及ぼすことについて、多くの国で大規模な追跡調査が行われ、悪影響が実際に存在することが確認された。棚瀬一代は、親の離婚で壊れる子供たちについて報告した。
また各国で、子供から引き離された片親が片親引き離し症候群（PAS）にかかるとの報告も存在する。
ケンブリッジ大のマイケル・ラム教授は、離婚が子供の成育にマイナスの影響を及ぼす要因として、次の5つを挙げている。（1）非同居親と子供との親子関係が薄れること、（2）子供の経済状況が悪化すること、（3）母親の労働時間が増えること、（4）両親の間で争いが続くこと、（5）単独の養育にストレスがかかること
。
子供の健全な発育には、父親の果たす役割も大きい（「父親の役割」を参照）。
こうした事実を踏まえて、欧米各国では、1980年代から1990年代にかけて家族法の改正が行われ、子供の利益が守られるようになっている。
2019年に発表された台湾出身の子供を対象とした調査では、両親が離婚した13-18歳の子どもは10.6%も大学進学率が低いことがわかった。これは家庭収入が低下したためではなく、精神的な理由によるものとされる。
離婚後、子供の氏は変わることなく、離婚前の氏となり、また戸籍も以前のままとなる。親と苗字が違うためにいじめなどの悪影響が懸念される。ただし、家庭裁判所で許可を得れば、旧姓に戻った親の姓を子供が名乗る事が出来る。また、戸籍は氏を変更する許可を得て氏を変更後に市区町村役場にで変更することが出来る。

#### 子供が犯罪者になる、もしくは未婚の母になる確率
米国価値研究所Institute for American Valuesの調査結果によれば、離婚と事実婚についての主な代償として次のことが挙げられる。
- (1)離婚や未婚、再婚した家族で育った娘が「未婚の母」になる率は3倍に達する。
- (2)親が離婚した子供は、両親がそろった家庭に育った子供と比べて、社会人になったとき、失業率や経済的な困窮が増加する。
- (3)母子または父子家庭で育った子供は、結婚している実の両親の家庭に育った子供に比べて2倍の確率で30代初めまでに実刑を受けている[150]

- またペンシルベニア州立大のポール・アマトPaul Amato教授によれば、安定的な結婚を1980年の水準まで上昇させれば、停学になる子供を50万人、非行・暴力行為に走る子供を20万人、喫煙する子供を25万人、心理療法を受ける子供を25万人、自殺志向の子供を8万人、自殺未遂の子供を2万5千人、それぞれ減らせるとしている[151]。

#### 悪影響を少なくする対策
日本も批准した子どもの権利条約では、その対策として、（1）子供の処遇を決めるに際しては、年齢に応じて子供の意見を聞くこと、（2）別居が始まれば両親との接触を維持することを求めている。
離婚の悪影響を少なく抑えるための条件は、二人の親の間で争いが少なく、近くに住んで、再婚せず、二親とも育児に関わり、育児時間が50%ずつに近いことである。
- メリーランド大学の Geoffery Greif 教授は、子供と別居親との親子関係が切れる要因を研究し、（住居の距離が影響していると分析し）別居親はなるべく子供の近くに住むことを勧めている。また、離れて住む子供に対し、行動を通じて愛情を充分に表現することを勧めている[155]。

- ケンブリッジ大学の マイケル・ラムMichael Lamb 教授は、別居親が子供と単に遊ぶだけでは子供の予後は改善されず、子供に関与する中で父親としての役割を果たさなければならないと述べている[156]。（父親の役割を参照）。親子の交流は、量と質の両方が必要である。

- ゲルフ大学の Sarah Allen 博士は、多くの論文を検討した結果、子供の発達を改善させるために別居の父親にできるのは次のことだと述べている。（1）充分な養育費を払うこと、（2）同居の母親と協力的な関係を保つこと、（3）親として次のような役割を果たすこと。（規則を決めて子供に行わせること。子供を監督すること。子供の宿題を手伝うこと。アドバイスを与えること。精神的に支えること。子供が成し遂げたことをほめることなど）[157]。

- エリザベス・セイアー博士は、父親と母親が争いを止めることを勧めて、次のように述べている。子供は、身体的にも精神的にも、父親と母親から造られたものである。もし父親と母親が争って相手を非難し糾弾するならば、それは子供を非難し糾弾することである。子供の心は、傷つき引き裂かれるであろう。子供の利益を最優先して、きちんとコミュニケーションを行って、協力して子供を育ててゆかねばならない[158]。

- 離婚後の親の争いは、子供の心に非常に悪い影響を与える。離婚時に詳細な育児計画を決めておけば、その後の多くの争いを予防できる。それで先進国では、離婚手続きの一環として、育児計画の提出を要求されることが多い。

2010年（平成22年）3月9日の衆議院法務委員会で、千葉景子法務大臣（当時）は、次のように述べた。「離婚したあとも、両親がともに子供の親権を持つことを認める『共同親権』を民法の中で規定できないかどうか、政務3役で議論し、必要であれば法制審議会に諮問することも考えている。」
民主党や自民党などの超党派議員は、平成23年の通常国会に、離婚後の子供との面会を保証する法案を提出する準備をしている。

## 離婚によって収入を得ている職業・産業
離婚によって収入を得ている職業としては、弁護士（法曹）、探偵などが挙げられる。人によってはこのような職業・業務を「離婚関連産業」「離婚産業」などと呼んだりすることがあり、また、離婚関連のお金の動きを「市場」と見なし、「離婚関連市場」などと呼ぶ人もいる

。
- オーストリアでは2007年10月、探偵、弁護士、カウンセラーらによって「離婚フェア」が開催された。こういった職業では離婚を「今ある関係の終わり」ではなく、「新たな始まり」などと表現し、人を離婚へと誘導することがある[169][170]。
- 子どもの権利は、日本では裁判規範とはされず、裁判所によって無視されており、国際機関から再三勧告を受けている[171]。
- 欧米の家族法は、離婚に際して、子供と両方の親との親子関係を維持することに主眼があるが[172][173][174]、日本の民法は、子供の奪い合いを招き、夫婦の対立を導いて、子供と片親との親子関係は、結局切れることが多い。

## 他
- 民法の権威であった我妻栄教授は、自分の子供の離婚を止めることができずに関係の政府委員を辞任した。(「離婚したいと言い出した洋に、栄は激怒した。『親の顔に泥を塗るような息子は、子とも思わぬ。親とも思うな』という手紙を渡し、親子の縁を切ったのだった[175] 。（我妻栄の妻の）緑は、家庭裁判所の調停員を辞職するという形で責任をとった。[175]

- 「結婚は勢いでできるが、離婚には体力が必要」という言葉がある。この言葉について、作家の佐藤優は「結婚は相互信頼を前提とするものであるが、離婚は相互不信を前提とするため」と分析している[176]。

## 離婚に関する作品
音楽
- 「それぞれに真実がある」ミドリカワ書房
- 「ハイチ式離婚 (原題 Haitian Divorce)」スティーリー・ダン
- 「離婚美人」麻丘めぐみ